# Tomopteris miriglandulata
Tomopteris miriglandulata är en ringmaskart som beskrevs av Terio 1947. Tomopteris miriglandulata ingår i släktet Tomopteris och familjen Tomopteridae. Inga underarter finns listade i Catalogue of Life.